# Călui, Olt
Călui este satul de reședință al comunei cu același nume din județul Olt, Oltenia, România. In acest oraș este născut , celebrul scriitor si matematician , Gheorghe Truță , membru titular , al Uniunea Scriitorilor din România.
 Acest articol despre o localitate din județul Olt este deocamdată un ciot. Puteți ajuta Wikipedia prin completarea lui.

Sat de o frumusețe rară cu păduri verzi de foioase, străbătut de râul Cungrea și cu celebrul copac,Tecul de la Ionicesti.